# SOS (álbum)
SOS es el segundo álbum de estudio de la cantautora estadounidense SZA. El álbum salió a la venta el 9 de diciembre de 2022 a través de Top Dawg Entertainment y RCA Records. El álbum cuenta con las colaboraciones de Don Toliver, Phoebe Bridgers, Travis Scott y Ol' Dirty Bastard.
SOS fue apoyado por tres sencillos —«Good Days», «I Hate U», y «Shirt»— dos de los cuales alcanzaron su punto máximo dentro de los diez primeros puestos de la lista Billboard Hot 100. «Good Days» alcanzó el noveno puesto, «I Hate U» el séptimo y «Shirt» el undécimo.

## Antecedentes
En enero de 2020 se confirmó por primera vez la publicación de un álbum de continuación de su debut, Ctrl. En una entrevista con Rolling Stone, SZA dijo que «seguro que va a salir música», pero afirmó que, por el momento, puede que no se traduzca en un álbum. También dijo que el rumor de que estaba planeando lanzar una trilogía de álbumes y luego retirarse de la música, «es una tontería». En la entrevista, SZA también reveló que había pasado un tiempo en el estudio con Timbaland, afirmando que «él tocaba ritmos brasileños tipo jazz, y yo me salía con eso». También ha colaborado con Sia, con quien ha escrito tres canciones. Según Vulture, SZA ha expresado anteriormente su intención de colaborar con Justin Timberlake, Post Malone, Jack Antonoff y Brockhampton en sus futuras canciones.
El 3 de abril de 2022, se le preguntó sobre el álbum en una entrevista con Variety. Afirmó que acababa de terminarlo en Hawai y que pronto estaría listo. También describió el proyecto como su «álbum más unisex hasta la fecha». El 2 de mayo de 2022, durante la Met Gala, SZA reveló a Vogue que el álbum estaba programado para ser lanzado en verano, llamándolo un «SZA Summer». En octubre de 2022, anunció que el álbum podría ser lanzado «cualquier día de estos».

## Composición
El álbum consta de veintitrés temas escritos y compuestos por la propia cantante, con la participación de escritores y productores, entre ellos Babyface, Jeff Bhasker, Benny Blanco, Rodney Jerkins, DJ Dahi, Gabriel Hardeman, Ant Clemons, Lizzo y Björk. El álbum cuenta con colaboraciones de Don Toliver, Phoebe Bridgers, Travis Scott y Ol' Dirty Bastard.
Musicalmente, el álbum está inspirado en el R&B contemporáneo, con influencias del hip hop y el pop. El álbum samplea referencias sonoras del soul, el góspel, el jazz y el rap melódico. El sonido del álbum fue descrito como «una paleta variada», que combina elementos de «surf rock» y «grunge», junto a «sus queridos ritmos lo-fi».

## Portada
El 30 de noviembre de 2022, SZA publicó la portada del álbum en Instagram. En la portada del álbum se la puede ver con una camiseta de hockey de los St. Louis Blues. La portada es una referencia a una foto de 1997 de Diana, Princesa de Gales, en una pose similar a bordo de un yate durante un viaje en Portofino, Italia, también rodeada por el océano.

SZA informó sobre la decisión de asociar la portada y el álbum con la foto de la princesa Diana:
- «Al principio iba a estar encima de una barcaza», explica SZA. «Pero en las referencias que tomé para eso, tomé la referencia de Diana porque me encantaba lo aislada que se sentía y eso era lo que más quería transmitir. Y en el último minuto, no conseguimos la autorización para conseguir las barcazas que queríamos y dijimos: 'Vamos a construir el trampolín en su lugar. Todavía vamos a intentarlo. No mezclamos el barco por completo y lo intentamos y resultó fresco y yo no estaba seguro de que iba a ser realmente genial hasta, como, en este momento». -

## Promoción
SZA lanzó música esporádicamente durante un periodo de más de dos años mientras seguía perfeccionando su álbum y retrasando las fechas de lanzamiento. Lanzando videos musicales para estos sencillos, la segunda mitad de los teasers de vídeo para su próximo sencillo se reproduciría al final. Al final de un video teaser titulado «PSA» lanzado en su cumpleaños 33, un mensaje escrito en código Morse se puede ver, que después de ser traducido deletrea «S.O.S.». En una entrevista con Billboard publicada el 16 de noviembre de 2022, SZA confirmó las teorías sobre el título del álbum y la fecha de lanzamiento en diciembre de 2022. Además, admitió sentirse «estresada» por cumplir el plazo de lanzamiento.
SZA promocionó el álbum en el episodio del 3 de diciembre de 2022 del programa Saturday Night Live de la NBC como invitada musical. Interpretó en directo el sencillo «Shirt» y el tema inédito «Blind», que la cantante había adelantado previamente. El 5 de diciembre, publicó un fragmento de una canción titulada «Nobody Gets Me». Unas horas más tarde, publicó la lista de canciones del álbum en su Twitter.